# Felipe Urrutia
Felipe de Jesús Urrutia Delgadillo (1918 - 2014) fue un músico y compositor nicaragüense conocido como "El trovador de Las Segovias". 
En los años del periodo conocido como Revolución Popular Sandinista (1979-1990) creó el grupo musical "Don Felipe y sus cachorros" compuesto por hijos y nietos. Recopilo piezas musicales de los ritmos tradicionales de los departamentos norteños  de Nicaragua: polcas, mazurcas, valses y jamaquellos alcanzando relevancia nacional y convirtiéndose en un referente de la música popular nicaragüense en la segunda parte del siglo XX.

## Biografía
Felipe Urrutia nació en el valle "La Tunosa" del municipio de Estelí, Departamento de Estelí, el 5 de febrero de 1918. Fue el menor de cuatro hermanos. Su madre, Modesta Delgadillo Talavera, fue una humilde ama de casa. Su padre fue Daniel Urrutia Ferrufino, originario de Santa Rosa del Peñón en el Departamento de León, de oficio agricultor y comerciante viajero. 
Se casó con Juana Arauz Gutiérrez con quien tuvo 7 hijos, Juan Francisco, Porfirio Andrés, Maura Andrea, Luis Felipe, María Josefina, Pedro Antonio y Leopoldo (Polo). Con otras parejas tuvo varios hijos, Elida Rosa, Enrique, Jerónimo y Teresa, todos García Urrutia; y por otro lado están: Julio César Romero Urrutia, y Reinaldo Laguna Urrutia, llegando a tener más de 60 nietos y 50 bisnietos y tataranietos.

### Guerrillero sandinista
De origen campesino, desde niño trabajo en las labores del campo y formó parte del ejército del General Sandino.

### Recopilador e intérprete
En 1970 comienza a ganar relevancia nacional por su dedicación al arte cultural y por la interpretación de las polcas y mazurcas que recopiló al aprenderlas de trovadores (muchos de ellos anónimos) que habitaban en las comunidades campesinas de las montañas de Estelí, Jinotega y Matagalpa. 
En su labor de recopilación de los ritmos norteños nicaragüenses, nunca se atribuyó la autoría de las piezas musicales que rescató. Siempre reconoció que él solamente era el autor de una composición musical.
Con el grupo "Don Felipe y sus cachorros" grabó cuatro discos, el primero lo grabó con la Empresa Nicaragüense de Grabaciones Culturales (Enigrac). Recorrió algunos países participando en conciertos de apoyo a la Revolución Nicaragüense, en los Estados Unidos, México y Cuba.

### Deceso
Murió el 26 de diciembre de 2014 en su casa de la comunidad "El Limón" del municipio de Estelí a los 97 años de edad tras una larga enfermedad.

## Reconocimientos
- Orden Augusto César Sandino
- Orden de la Independencia Cultural Rubén Darío
- El Concejo Municipal de la ciudad de Estelí lo declaró "Hijo Dilecto"
- Centro Cultural "Felipe Urrutia" en la ciudad de Estelí.